# Lys
Lilium
Pour les articles homonymes, voir Lilium (homonymie) et Lys (homonymie).
Genre
Les lys, ou lis (Lilium en dénomination scientifique), sont un genre de plantes à fleurs de la famille des Liliaceae (Liliacées). Ce sont des plantes herbacées.

## Répartition et habitat
Ces plantes à bulbe sont originellement présentes dans les zones tempérées de l'hémisphère nord.
On les trouve principalement en Europe, mais aussi en Asie, de l'Inde jusqu'au Japon et aux Philippines. Leur aire de répartition couvre également les États-Unis et le Sud du Canada.
Les espèces du genre Lilium poussent généralement dans les zones humides des milieux forestiers, souvent montagneux, ou plus rarement dans les milieux dégagés (prairies). Quelques-unes poussent dans les zones marécageuses. Deux espèces (Lilium arboricola, Lilium eupetes) vivent en épiphyte, une autre (Lilium procumbens) en épilithe.
De nombreuses variétés hybrides sont cultivées et ornent les jardins du monde entier.

## Description
Leurs grandes fleurs à six tépales (trois pétales et trois sépales identiques), souvent parfumées, peuvent arborer des couleurs vives, blanches, jaunes ou rouges, avec parfois des motifs colorés.

## Biologie, floraison
La floraison a lieu en été, l'hiver constituant une période d'inactivité pour la plante.

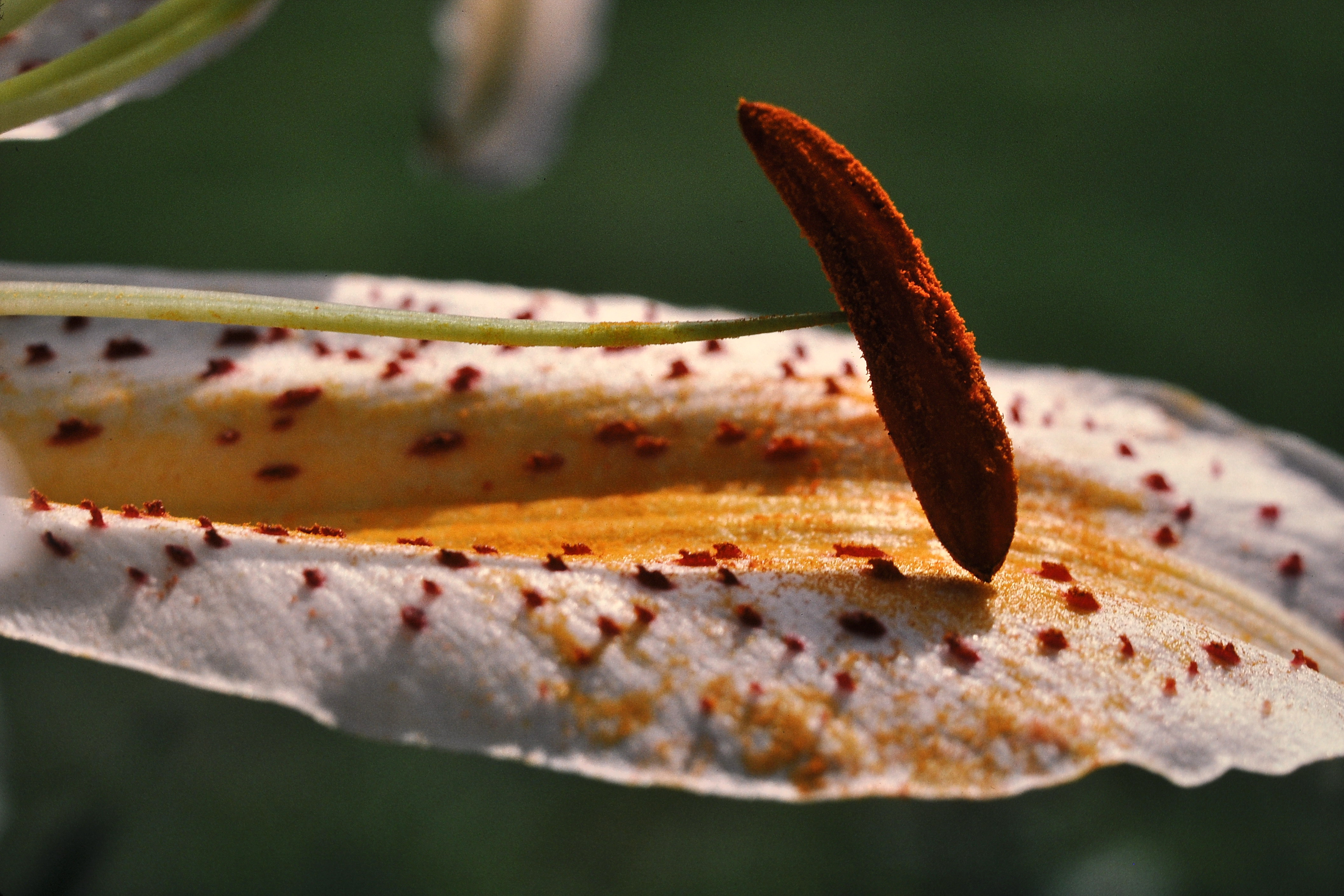
Pétale avec pollen.

La plupart des espèces de lys perdent leurs feuilles pendant la saison froide, mais Lilium candidum garde une rosette de petites feuilles à sa base pendant la plupart de l'année. Les bulbes sont des organes de réserve, ils n'ont pas de couche protectrice. Les fleurs apparaissent à l'extrémité d'une unique tige verticale.

## Héraldique, symbolique
Le lys apparaît très tôt dans la Bible comme évocation traditionnelle du peuple d'Israël. Ainsi, dans le Cantique des cantiques 2.1 : « Je suis un narcisse de Saron, un lis des vallées », chochanat ha-'amaqim. Le terme désignant le lys, chochana, a donné le prénom Suzanne.[réf. nécessaire]
Sous l'Empire romain, la fleur de lys avec ses six pétales était gravée sur les tombeaux juifs des catacombes et sa stylisation a abouti à l'étoile à six branches.
Le lys est un symbole de la Vierge Marie, et un symbole de pureté.
Le lys symbole de pureté est repris dans la poésie amoureuse de la Renaissance, en particulier chez les poètes pétrarquisants : « J'ay veu ta blancheur qui surpasse / Les lis cueillis sur le Parnasse » (Antoine de La Molère, Œuvres poétiques, Toulouse, Guyon Boudeville, 1572, f° 20 r°

### Fleur de lys

Fleur de lys

La fleur de lys (dont l'ancienne orthographe est « fleur de lis ») est une fleur mythique d'origine gauloise. Elle proviendrait en réalité pour certains de l'iris (« lis » en néerlandais), pour d'autres du glaïeul et pour d'autres encore, ce symbole considéré comme une fleur (un meuble) héraldique n'a pas de réalité botanique. Cette marque d'origine gauloise s'est répandue dans le reste de l'Occident à partir du haut Moyen Âge, est en jaune ou or celui de la famille royale en France, il est aussi le symbole monarchique (sceptres) à la même époque dans l'espace occupé par des descendants des peuples germaniques du Saint-Empire romain germanique.
Avec le développement de la marine à voile, la fleur de lys fait son apparition sur les cartes, adjointe à la rose des vents, pour indiquer la direction du Nord.
Au XXe siècle, la fleur de lys devient un emblème du scoutisme, repris à la cartographie, comme symbole de droiture, de connaissance du monde et de la capacité à s'orienter qui sont transmises aux jeunes dans leurs activités. Elle est depuis présente sur la plupart des emblèmes des associations scoutes du monde entier.
Le lys blanc a été l'emblème floral du Québec de 1963 à 1999, bien qu'il n'y soit pas indigène. Il a été remplacé par l'iris versicolore en 1999[réf. nécessaire].
Le lys des prairies (Lilium philadelphicum L. var. andinum) est l'emblème floral de la province de Saskatchewan.
Le lys bosniaque (Lilium bosniacum) est l'emblème des habitants de Bosnie. Il figurait sur l'ancien drapeau national de Bosnie-Herzégovine.

### Langage des fleurs
Dans le langage des fleurs, le lys symbolise la pureté.

## Usages alimentaires
L'ethnobotaniste François Couplan (2009), rapporte que certaines espèces ont servi ou servent encore parfois d’aliment en Europe, en Amérique du Nord et en Asie, y compris dans des régions où l’espèce n'est que subspontanée (échappée de jardins).
Les Amérindiens du nord mangeaient les bulbes de certaines espèces, dont deux actuellement utilisées comme plante décorative en Europe : L. canadense et L. superbum, par ailleurs considérés comme émollients et maturatifs.
En Asie, au Japon notamment, des bulbes de lys cultivés ou sauvages étaient consommés, bouillis puis séchés pour être conservés. Il y existe encore des cultures de bulbes (de Lilium bulbiferum notamment) comme existent des cultures d'oignon en Europe. Les môchis (gâteaux cuits à la vapeur) sont faites avec la fécule extraite du bulbe, et cette fécule est l’un des ingrédients du « namono », traditionnellement mangé par les Japonais lors des fêtes du Nouvel-An. En Europe, L. candidum consommé dans l’Ouest et le Sud de la Grèce et dans le sud de la Yougoslavie, ou encore avec L lancifolium en Autriche où il est subspontané.
En Europe, les écailles charnues du bulbe du Lys martagon, légèrement sucrées et au goût agréable ont été mangées jusqu’à la fin des années 1800 en Savoie en cas de disettes, de même pour celles de L. bulbiferum subs croceum (Lys orangé) dans le Jura, les Alpes, en Corse et en Italie. Dans le Sud-Est de la Russie, les cosaques récoltaient autrefois des bulbes de Lys martagon, qui ont aussi été consommés en Bosnie (en bouillies et galettes) jusqu’à il y a peu. Les fleurs du Lys blanc étaient utilisées en Catalogne pour aromatiser le ratafia.
Le pollen des lys, abondant et facile à récolter est riche en nutriments ; il peut être utilisé pour colorer ou parfumer certains plats, ou consommé tel quel.

## Usages médicinaux
Des pétales de lys (lys blanc le plus souvent) macérés dans l’huile d’olive étaient utilisés pour soigner les brûlures (avant l’apparition du tulle gras).
Selon une étude ethnobotanique et du patois local, faite par Françoise et Grégoire Nicollier à Bagnes (Suisse) et publiée en 1984, les feuilles de Lilium bulbiferum étaient utilisées, appliquées sur la peau pour traiter les infections. Cuites avec du pain blanc et du lait, elle produisait aussi une pâte que l'on pouvait appliquer sur les abcès.

## Évocations du lys dans la Bible

### Ancien Testament
- 1 Rois, VII, 19 : « Les chapiteaux qui étaient sur le sommet des colonnes, dans le portique, figuraient des lys et avaient quatre coudées. »
- 2 Chroniques, IV, 5 : « Son épaisseur était d'un palme ; et son bord, semblable au bord d'une coupe, était façonné en fleur de lys. Elle pouvait contenir trois mille baths. »
- Cantique des Cantiques, II, 1-2 : « Je suis un narcisse de Saron, un lys des vallées. Comme un lys au milieu des épines, telle est mon amie parmi les jeunes filles. » [Note 2]
- Cantique des Cantiques, IV, 5 : « Tes deux seins sont comme deux faons, comme les jumeaux d'une gazelle, qui paissent au milieu des lys. »
- Cantique des Cantiques, VI, 2-3 : « Mon bien-aimé est descendu à son jardin, au parterre d'aromates, pour faire paître son troupeau dans les jardins, et pour cueillir des lys. Je suis à mon bien-aimé, et mon bien-aimé est à moi ; il fait paître son troupeau parmi les lys. »
- Osée, XIV, 5 : « Je serai comme la rosée pour Israël, Il fleurira comme le lys, et il poussera des racines comme le Liban. »

### Nouveau Testament
- Évangile selon Saint Matthieu, VI, 28-29 : « Et pourquoi vous inquiéter au sujet du vêtement ? Considérez comment croissent les lys des champs : ils ne travaillent ni ne filent ; cependant je vous dis que Salomon même, dans toute sa gloire, n'a pas été vêtu comme l'un d'eux. »
- Évangile selon Saint Luc, XII, 27 : « Considérez comment croissent les lys : ils ne travaillent ni ne filent ; cependant je vous dis que Salomon même, dans toute sa gloire, n'a pas été vêtu comme l'un d'eux. »

## Signification
La fleur de Lys est une fleur très noble, souvent associée à la monarchie. Elle est le symbole de la pureté et représente la vierge Marie. 

## Prédateurs
- Le criocère du lis ou Lilioceris lilii (coléoptère rouge vif, de 8 mm de long, aux pattes noires).
- Autres parasites et maladies : pucerons, thrips, nématodes, botrytis, fusariose, virose.

## Illustrations

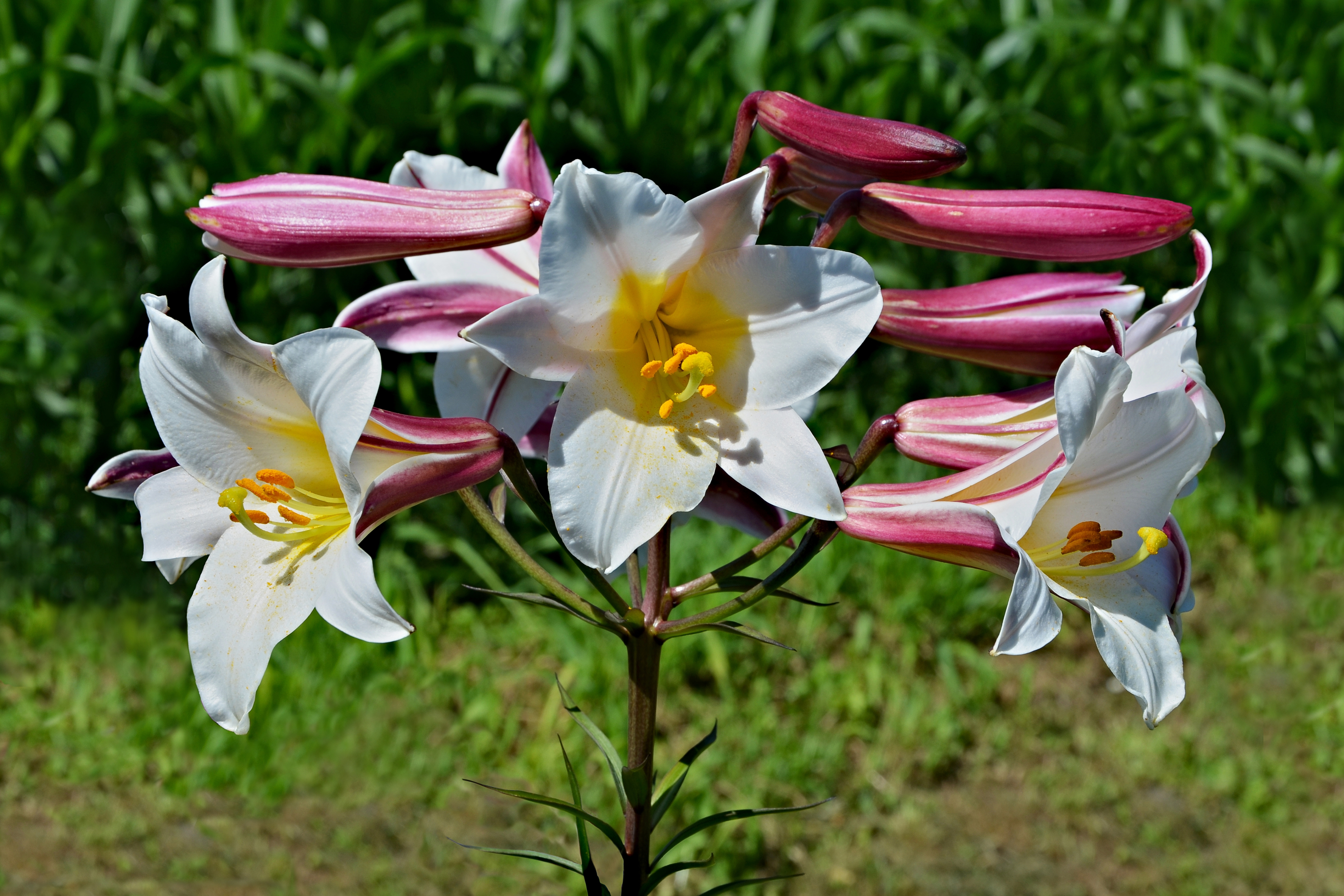
Lilium regale.
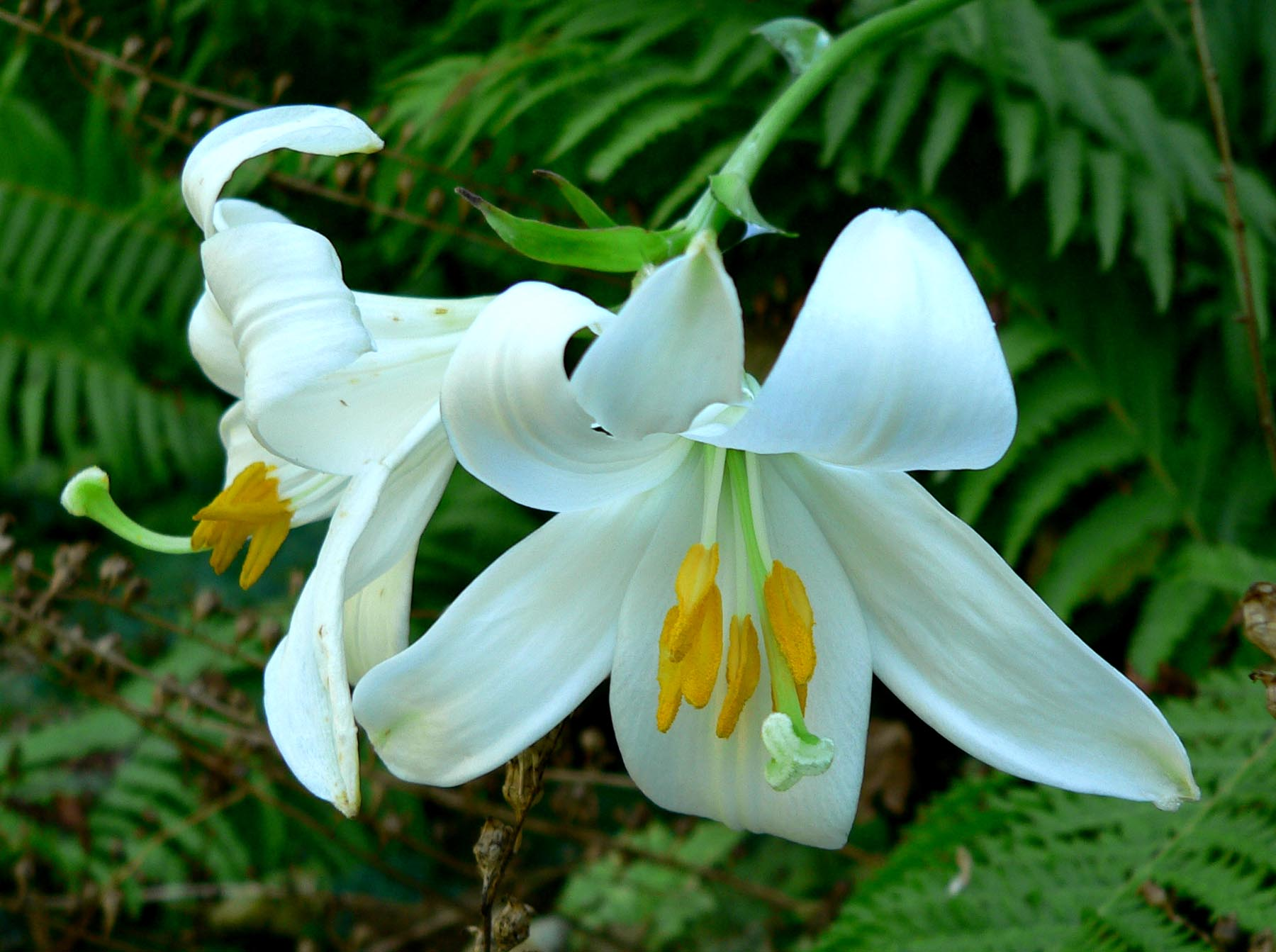
Lilium candidum.
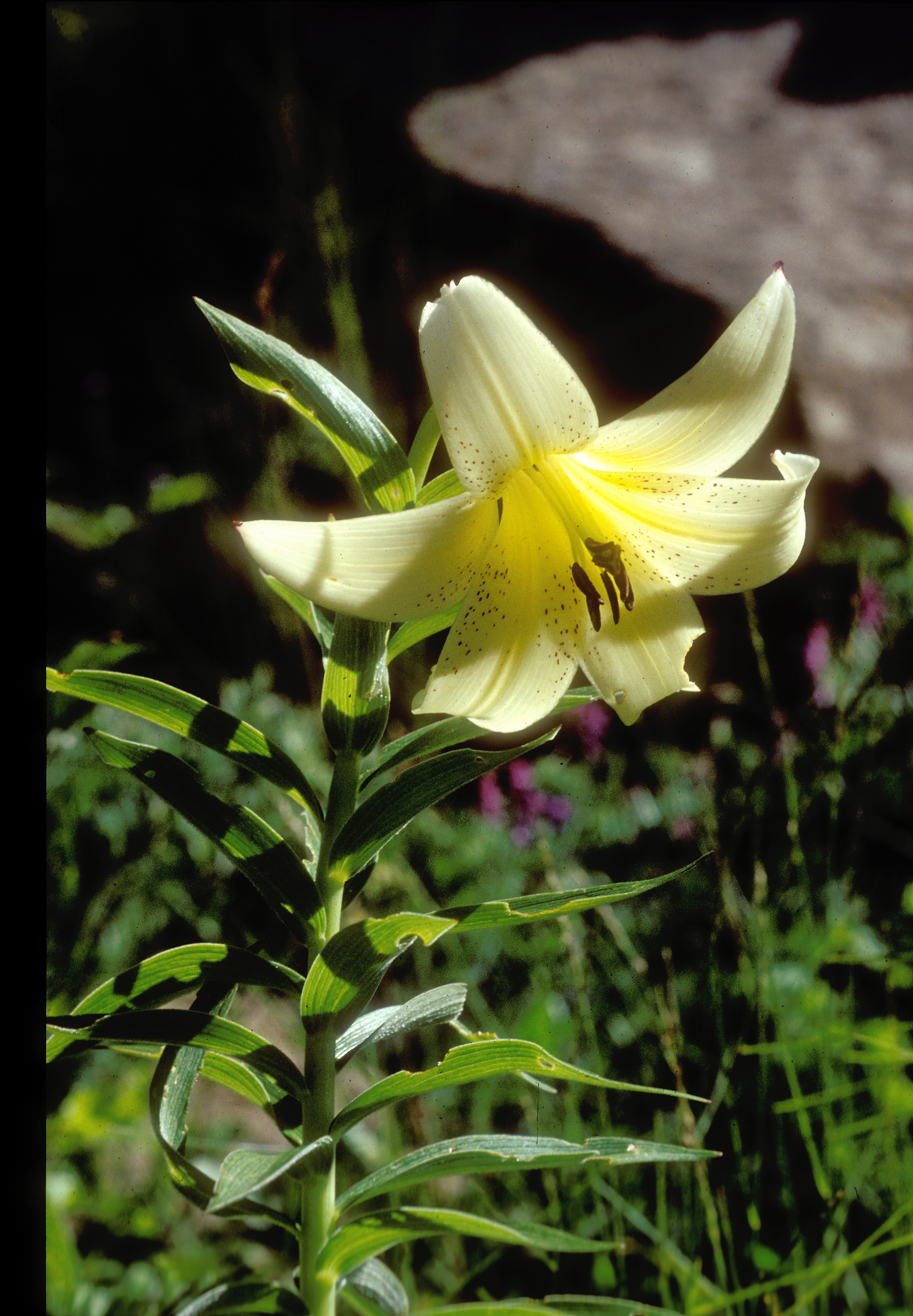
Lilium monadelphum subsp. armenum.
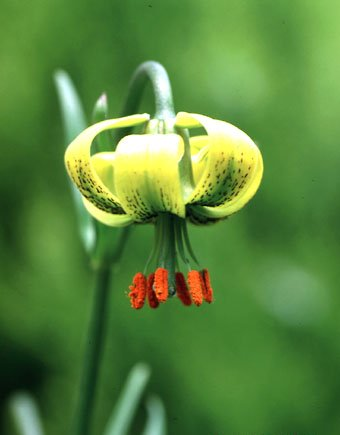
Lilium pyrenaicum.
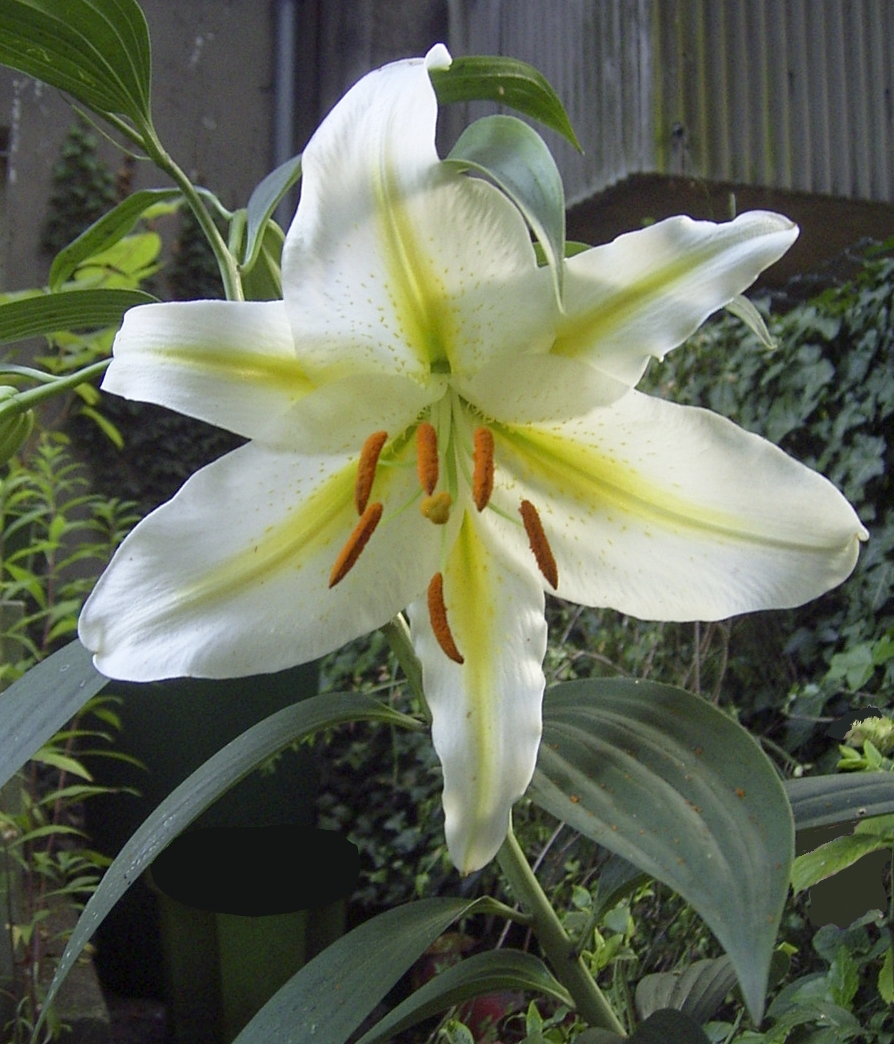
Lilium auratum.
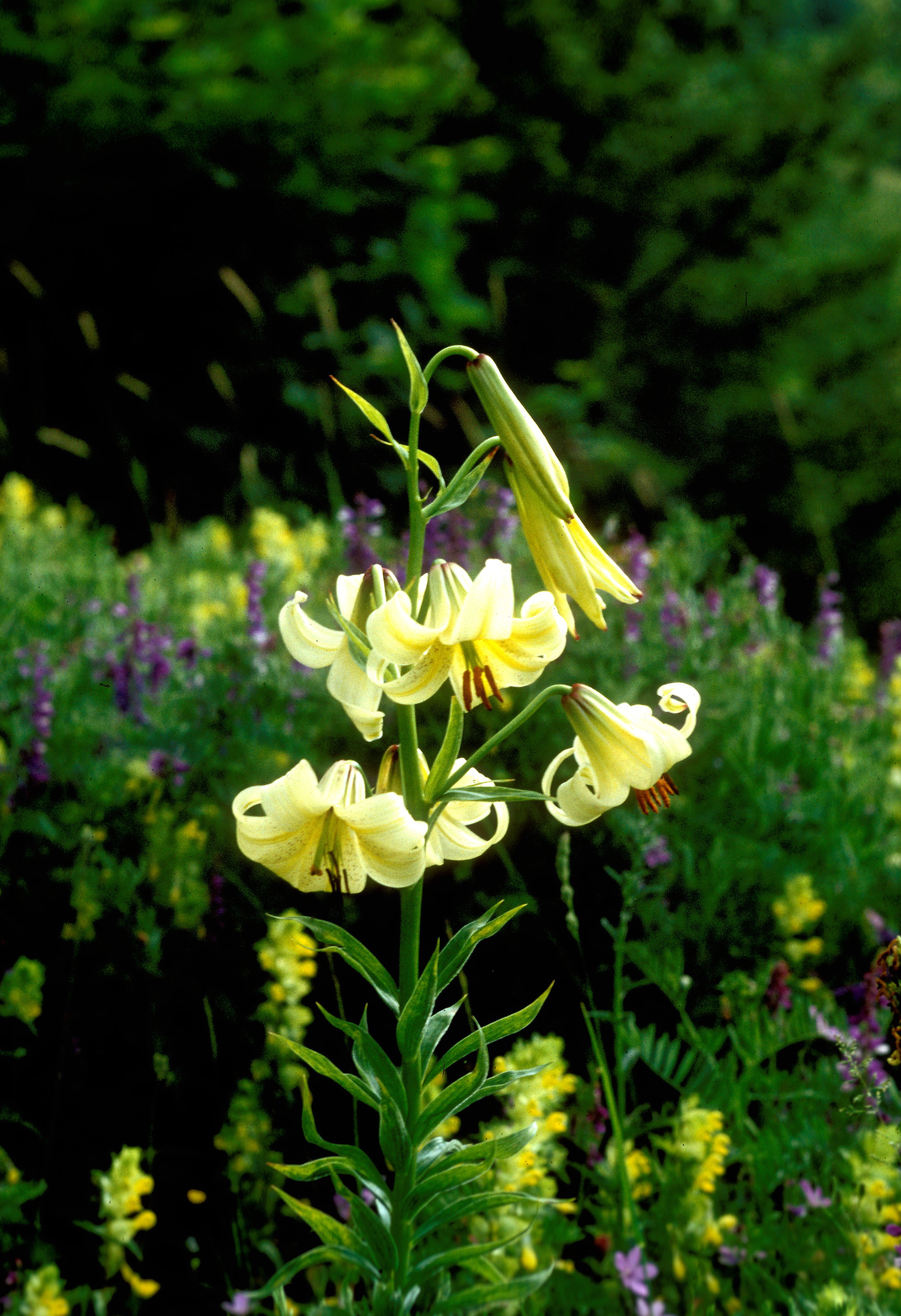
Lilium kesselringianum.
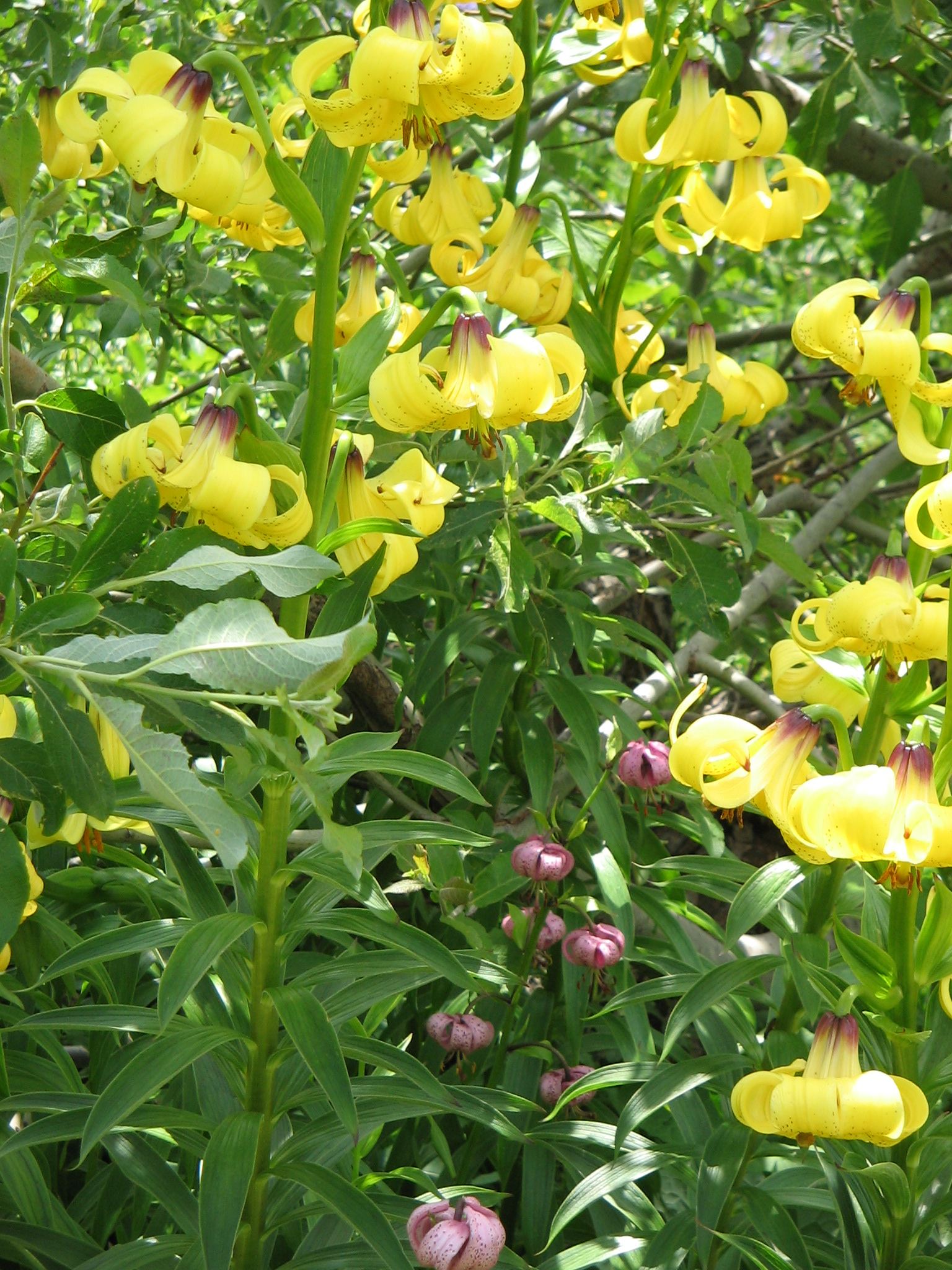
Lilium monadelphum (aux fleurs jaunes) et Lilium martagon (aux fleurs roses).
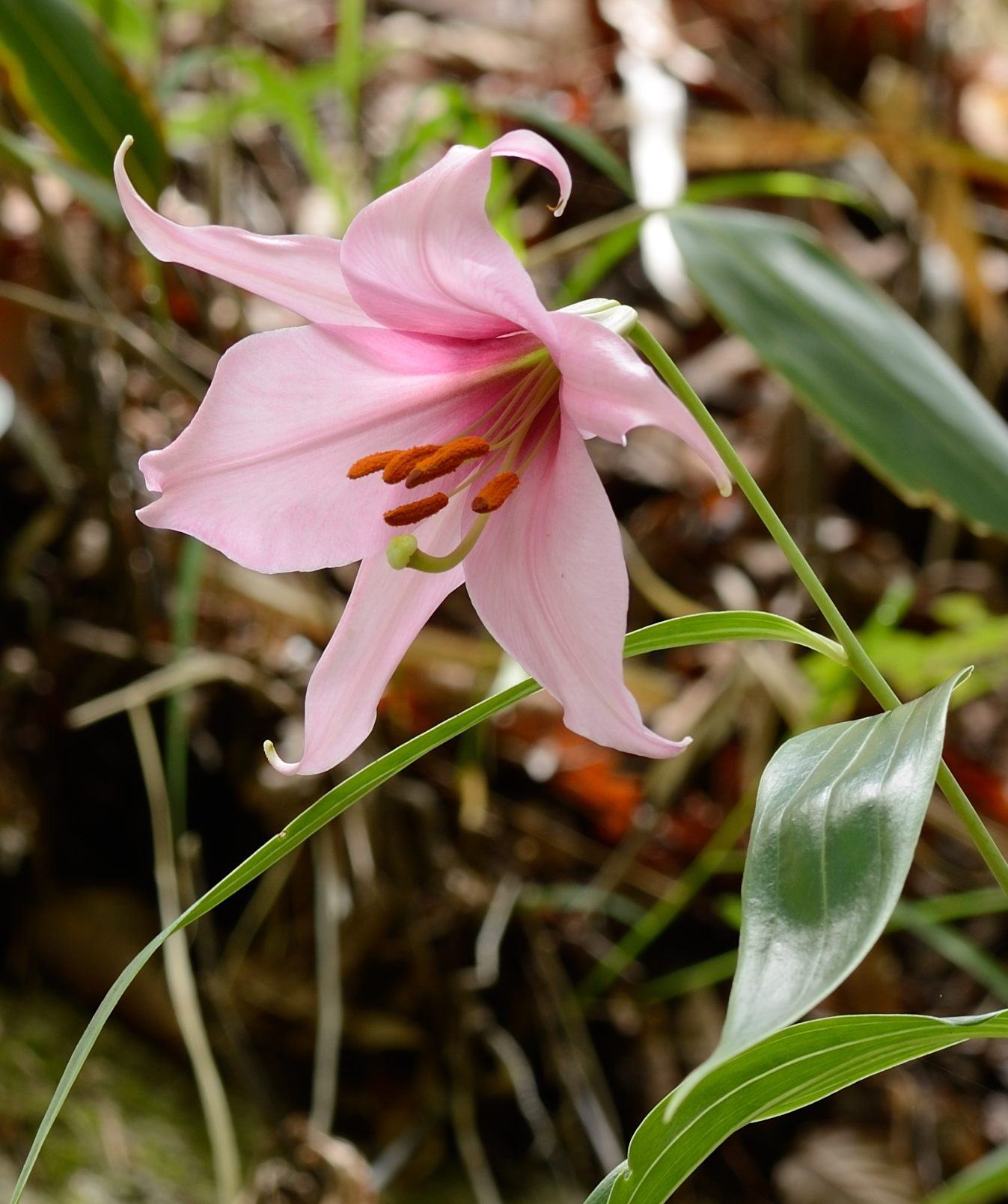
Lilium japonicum.
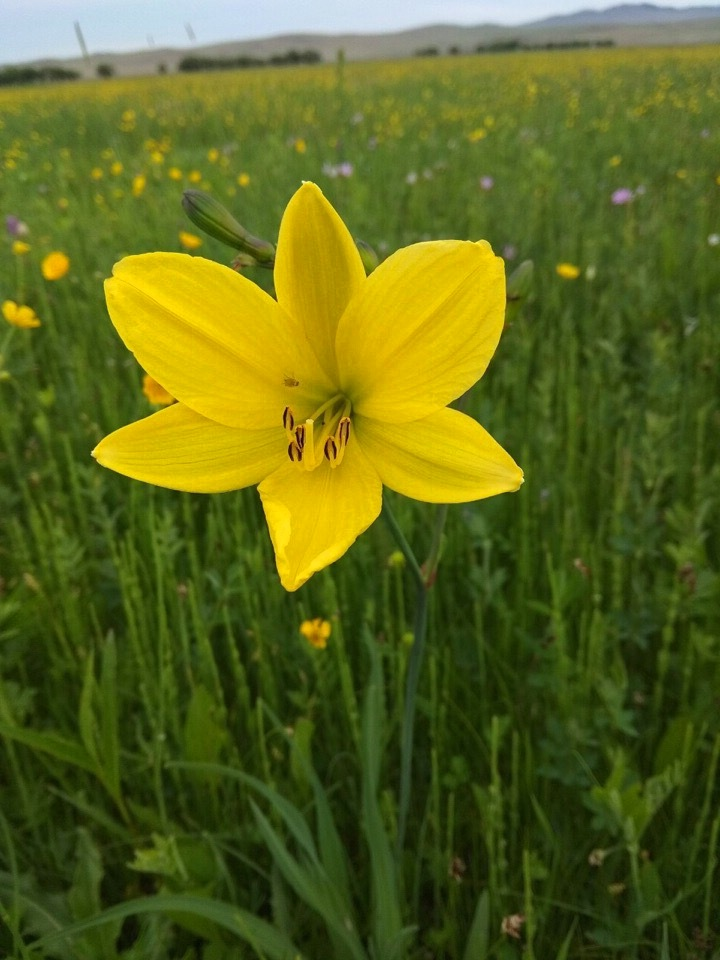
Lilium poussant en Sibérie orientale.

## Liste des espèces
- Lilium amabile
- Lilium auratum
- Lilium bosniacum
- Lilium bulbiferum
- Lilium callosum (de)
- Lilium canadense
- Lilium candidum
- Lilium carniolicum
- Lilium chalcedonicum
- Lilium concolor
- Lilium davidii
- Lilium distichum (en)
- Lilium hansonii (en)
- Lilium japonicum
- Lilium kesselringianum
- Lilium lancifolium
- Lilium leichtlinii (de)
- Lilium longiflorum
- Lilium maculatum (en)
- Lilium martagon
- Lilium medeoloides (en)
- Lilium philadelphicum
- Lilium polyphyllum
- Lilium pomponium
- Lilium pyrenaicum
- Lilium regale
- Lilium rhodopeum
- Lilium superbum
- Lilium tsingtauense (en)
- Lilium xanthellum (de)
- Lilium zairii

### Crédits d'auteurs
- Cet article est partiellement ou en totalité issu de l'article intitulé « Fleur de Lys » (voir la liste des auteurs).